# Reclesne
Reclesne település Franciaországban, Saône-et-Loire megyében. Lakosainak száma 287 fő (2022. január 1.). Reclesne Barnay, Cordesse, Dracy-Saint-Loup, Lucenay-l’Évêque, Saint-Forgeot, Sommant és Tavernay községekkel határos.

## Népesség
A település népessége az elmúlt években az alábbi módon változott:
| Lakosok száma | 315  | 323  | 344  | 320  | 312  | 303  | 298  | 292  | 287  |
|               | 2013 | 2015 | 2016 | 2017 | 2018 | 2019 | 2020 | 2021 | 2022 |